# 者卜客
者卜客（J̌ebke）是蒙古帝国将领，出自札剌亦儿氏，木华黎的叔叔，合撒儿属下的千户长。
1196年，当蒙古首领铁木真试图攻打他的宿敌塔塔儿人时，他的属下一向叛逆的主儿勤部拒绝出兵。 随后，铁木真与克烈部、金朝合作，在乌尔贾河之战中击败了塔塔儿人，还歼灭了拒绝出兵的主儿勤部落。铁木真接管了主儿勤游牧土地，札剌亦儿氏的三兄弟孔溫窟哇、赤老温恺赤、者卜客归附铁木真身边。他们最初在主儿勤的统治下，在主儿勤被灭后，宣誓效忠铁木真。孔溫窟哇和他的儿子木华黎以及赤老温恺赤他们的氏族直接为铁木真属民，者卜客被分给了铁木真的弟弟合撒儿，之后者卜客长期事奉合撒儿家族。根据《蒙古秘史》记载，者卜客此时将还是婴儿的博尔忽带到了铁木真面前，被铁木真的母亲诃额仑收为义子。
1201年，铁木真与札木合为首的十二部联军作战前，合撒儿听从了者卜客的建议，掠夺了已经归附铁木真的弘吉剌部，致使弘吉剌部投向札木合，于是合撒儿被铁木真严厉责备。1206年，成吉思汗统一蒙古高原建立蒙古帝国时，者卜客被任命为帝国核心的95千户长之一，功臣表排名第四十四。此外，当成吉思汗开始将千户分封给他的儿子和兄弟时，之前侍奉合撒儿的者卜客再次被委派给合撒儿。在《史集·成吉思汗纪》中，记载合撒儿家族被赐予一千人，这“一千人”被认为是者卜客率领的千户。
在建国初期的蒙古帝国，来自晃豁坛部落的通天巫闊闊出由于宗教权威而比成吉思汗家族拥有更大的权力。有一次，合撒儿被闊闊出的氏族包围和殴打，但成吉思汗没有接受合撒儿的诉苦。闊闊出告诉成吉思汗合撒儿觊觎汗位，成吉思汗于是抓捕了合撒儿。得知情况后，铁木哥斡赤斤的伴当曲出和泰兀特氏闊闊出告知诃额仑，诃额仑说服成吉思汗不要惩罚合撒儿，但成吉思汗并没有完全放弃对合撒儿的怀疑。后来，成吉思汗暗中夺取了了合撒儿的大部分领民，当者卜客得知此事后，他逃到了巴儿忽真地区（巴爾古津河一带）。

## 传记资料
- 《蒙兀兒史記》卷第四十三 列传第二十五